# Virginia Oldoini
Virginia Oldoini (ur. 22 marca 1837, zm. 28 listopada 1899) – wpływowa kurtyzana, znana jako hrabina de Castiglione. Była nazywana jedną z najpiękniejszych kobiet swojej epoki, osiągnęła sławę jako kochanka cesarza Napoleona III, tajny agent króla Wiktora Emanuela II i postać z początków fotografii.

## Wczesne lata
Urodziła się jako Virginia Elisabetta Carlotta Luisa Maria Teresa Antonietta Oldoini 22 marca 1837 r. we Florencji, jako córka markiza Filippa Oldoini Rapalliniego i jego kuzynki Isabelli Lamporecchi. W wieku 16 lat wyszła za mąż za 12 lat starszego Francesca Verasisa, hrabiego de Castiglione, z którym miała syna Georgia (1855–1879).
Jej kuzyn Camillo, hrabia di Cavour był ministrem króla Sardynii Wiktora Emanuela II. Hrabina, kilka tygodni po porodzie, została poproszona o służenie tajnym interesom króla, który pragnął zjednoczyć Włochy przy pomocy cesarza Francuzów. W tym celu wkrótce wyjechała do Paryża i została kochanką, starszego o 29 lat, cesarza Napoleona III. Skandal z tym związany, zmusił jej męża do żądania separacji. Podczas trwającego dwa lata związku z francuskim cesarzem weszła do kręgu europejskich rodzin królewskich. Spotkała m.in. królową Prus Augustę von Sachsen-Weimara, kanclerza Ottona von Bismarcka, byłego premiera Adolpha Thiersa i wiele innych znaczących postaci tamtego okresu. Krążyły plotki, że 22 września 1862 r., została matką nieślubnego syna cesarza, późniejszego dentysty Arthura Hugenschmidta.
Hrabina znana była ze swej niezwykłej urody i oryginalnych, wyszukanych strojów. Jednym z najbardziej ekstrawaganckich był kostium „Damy Kier”, w którym w 1857 r. namalował ją portrecista George Frederick Watts, wywołując skandal na dworze cesarskim. Hrabina de Castiglione była opisana jako posiadająca długie, falowane blond włosy, jasną cerę, delikatny owal twarzy i oczy, które często zmieniały kolor z zielonego na niebiesko-fioletowy.

## Zjednoczenie Włoch
Hrabina powróciła do Włoch w 1857, po zakończeniu romansu z Napoleonem III. Cztery lata później Włochy zostały ogłoszone Zjednoczonym Królestwem, dzięki wpływowi, jaki wywarła ona na cesarza Francji, który zdecydował się w 1859 poprowadzić 100 tys. armię na pomoc Królestwu Sardynii (Piemontu), zaatakowanemu przez wojska austriackie. Zostały one pobite przez Francuzów pod Magentą (4 czerwca 1859) i Solferino (24 czerwca 1859) w Lombardii, po czym Napoleon III zawarł z Austrią rozejm, anektując prowincję lombardzką do Francji, a następnie wymieniając ją z Piemontem na przygraniczne tereny Sabaudii i Nicei. Klęska Austrii stała się asumptem do powstań narodowościowych w Toskanii, Parmie, Modenie i Państwie Kościelnym. Wszystkie te, dotąd odrębne państewka, przyłączyły się wraz z Królestwem Obojga Sycylii, ale bez Państwa Kościelnego, do Królestwa Sardynii (Piemontu), które uosabiało wówczas idee risorgimento, to jest wskrzeszenia jednego państwa włoskiego.
W 1861 powróciła do Francji i zamieszkała w Passy, obecnie XVI dzielnicy Paryża.
W 1871, tuż po klęsce Francji w wojnie francusko-pruskiej, na prośbę schorowanego cesarza Napoleona III, spotkała się z kanclerzem Prus Ottonem von Bismarckiem, aby przekonać go, że okupacja pruska w Paryżu może mieć fatalne skutki dla jego interesów. Dzięki jej wstawiennictwu u Bismarcka, Paryż uniknął upokorzenia, jakim byłaby okupacja obcego wojska.

## Lata późniejsze
Po upadku imperium francuskiego i ogłoszeniu III Republiki, hrabina stała się bezużyteczna jako dyplomatka. Straciwszy przedwcześnie syna z małżeństwa z de Castiglione, zamieszkała w Paryżu przy Placu Vendome 26. 
Ostatnie lata swojego życia spędziła samotnie w swoim mieszkaniu, w pokojach ustrojonych żałobną czernią, przy wiecznie opuszczonych roletach. Nie mogąc pogodzić się z przemijaniem i utratą piękna, wyrzuciła z domu wszystkie lustra. Apartament opuszczała jedynie w nocy.
W 1890 rozpoczęła na krótko współpracę z fotografem Pierre-Luisem Piersonem, który stał się autorem jej licznych fotografii. Wystawę swoich fotografii chciała otworzyć podczas Światowej Wystawy w 1900 r. Nie doczekała jednak tej chwili, umierając 28 listopada 1899 r., wieku 62 lat. Została pochowana na cmentarzu Père-Lachaise w Paryżu.